# Condado de Mifflin
El condado de Mifflin (en inglés: Mifflin County), fundado en 1789, es uno de 67 condados del estado estadounidense de Pensilvania. En el año 2000 tenía una población de 46,486 habitantes con una densidad poblacional de 44 personas por km². La sede del condado es Lewistown.

## Geografía
Según la Oficina del Censo, el condado tiene un área total de 1075 km² (415,1 mi²), de la cual 1070 km² (413,1 mi²) es tierra y 8 km² (3,1 mi²) (0.66%) es agua.

### Condados adyacentes
- Condado de Centre (norte)
- Condado de Union (noreste)
- Condado de Snyder (este)
- Condado de Juniata (sureste)
- Condado de Huntingdon (oeste)

## Demografía
Según el censo de 2000, había 46,486 personas, 18,413 hogares y 12,907 familias residiendo en la localidad. La densidad de población era de 44 hab./km². Había 20,745 viviendas con una densidad media de 19 viviendas/km². El 98.53% de los habitantes eran blancos, el 0.49% afroamericanos, el 0.08% amerindios, el 0.29% asiáticos, el 0.0% isleños del Pacífico, el 0.18% de otras razas y el 0.43% pertenecía a dos o más razas. El 1.62% de la población eran hispanos o latinos de cualquier raza.

## Localidades

### Boroughs
| - Burnham - Juniata Terrace - Kistler | - Lewistown - McVeytown - Newton Hamilton |

### Municipios
| - Municipio de Armagh - Municipio de Bratton - Municipio de Brown - Municipio de Decatur - Municipio de Derry | - Municipio de Granville - Municipio de Menno - Municipio de Oliver - Municipio de Union - Municipio de Wayne |

### Lugares designados por el censo
Lugares designados por el censo son áreas geográficas designado por la Oficina del Censo de los Estados Unidos con propósitos para datos geográficos. Ellos no están bajo la jurisdicción de las leyes de Pensilvania.
| - Allensville - Alfarata - Atkinson Mills - Belleville - Barrville - Cedar Crest - Church Hill - Granville - Highland Park | - Longfellow - Mattawana - Maitland - Milroy - Potlicker Flats - Reedsville - Strodes Mills - Wagner - Yeagertown |